# Іспанська мова в Мексиці

10 варіантів мексиканського іспанського:
Північно-східний
Північно-західний
Північнокаліфорійсьский
Західний
Нижній
Центральний
Південний
Прибережний
Центральноамериканський
Юкатанський

Іспанська мова в Мексиці (ісп. Español mexicano) — група наріч, діалектів і соціолектів, що становлять особливий мовний варіант іспанської мови в Мексиці і мексиканської столиці, що спираються на мовну норму, — міста Мехіко, яка є літературним стандартом цього варіанту. Іспанська мова більшості інших регіонів країни досить близька до столичної норми, за винятком особливих діалектів Юкатана (юкатанська іспанська, що спирається на карибську іспанську) і Чіапаса (центральноамериканська іспанська). Мексиканська іспанська (а також різні діалекти всередині нього) є рідною мовою приблизно для 125 мільйонів чоловік (з яких понад 100 мільйонів проживають в Мексиці і близько 25 мільйонів у США, в основному в прикордонних Техасі, Каліфорнії, Аризоні, Нью-Мексико і тощо).
У Мексиці цей варіант іспанської мови є єдиним офіційним на федеральному рівні і одним з офіційних (поряд з багатьма індіанськими мовами) на рівні штатів. Мексиканська іспанська також є основою для іспанської мови в США (див. іспанська мова в США), широко використовується в ЗМІ (канали Унівісьйон, Телемундо тощо, освіті і тощо. Крім того, мексиканський іспанська — найпоширеніший мовний варіант іспанської мови, оскільки він є рідним для більшості мексиканців, що становлять близько 29 % всіх носіїв іспанської у світі. Основні особливості іспанської мови в Мексиці — чіткість виголошення приголосних (особливо d і s), близькість до класичної стандартної іспанської мови XVI—XVII століть при сильному впливі автохтонних мов в галузі лексики.

## Історія
До XVI століття територія сучасної Мексики була заселена досить численними індіанськими племенами, що говорили кількома десятками мов, найпоширенішими з яких були: навахо на півночі, мови майя, науатль в центрі і багато інших, які мали істотний субстратний вплив на іспанську мову, спочатку говорив лише невеликий, але елітний прошарок конкістадорів, адміністраторів і чиновників і переселенців з Іспанії, що становили близько 5 % населення. Тим не менш, завдяки своєму престижу та інтенсивним міжрасовим контактам (метисація), іспанська мова стає основним засобом спілкування для основної маси мексиканців вже в XVII столітті. І все ж таки, на відміну від США, Мексика ніколи не проводила політику геноциду корінного населення. Після різкого скорочення чисельності індіанців від інфекційних хвороб, занесених європейцями, їхня кількість стабілізувалася вже в XVII—XVIII століттях. У XIX—XX століттях кількість тих, хто говорить індіанськими мовами в Мексиці, зросла досить значно, хоча їхня частка в населенні в цілому продовжувала скорочуватися через ще більш швидке зростання кількості іспаномовних метисів. Тим не менш, вплив індіанських мов, якими, як і раніше, розмовляє 7-10 % мексиканців, залишається істотним. Багато мексиканізмів, тобто слова, обороти, фонетичні та граматичні явища, характерні для розмовної іспанської мови Мексики, пояснюються саме впливом автохтонних мов. Іншим важливим чинником у формуванні та розповсюдженні мексиканського іспанського став статус самого міста Мехіко (колишнього Теночтітлана), який протягом трьох століть був столицею віце-королівства Нової Іспанії і одним з найважливіших міст імперії поряд з Манілою і Лімою, а також найбільшим у західній півкулі, куди в XVI—XVII століттях прибула значна кількість людей з Мадрида та Іспанії. Тому, як і американська англійська, мексиканський іспанська базується переважно на відповідному європейському аналогу мови XVI—XVII століть. Мова власне Іспанії продовжувала розвиватися і далі, а в Мексиці та інших країнах Латинської Америки вона багато в чому застигла як би в законсервованому вигляді після здобуття державою незалежності на початку XIX століття і розвивалася у відриві від Іспанії. Подібна ситуація характерна і для багатьох інших варіантів іспанської мови, особливо в Чилі (див. чилійська іспанська) і Аргентині (ріоплатська іспанська).

## Фонологічні особливості
- Сесео: Латинська Америка в цілому, Канарські острови і Андалусія, як і раніше, не розрізняють s і міжзубні z, c (що розвивалися в Кастилії), які всі вимовляються як /s/. Звук [s] у Мексиці ламінодентальний або апікодентальний та ідентичний українському звуку «с», але звук [s] у центрі та на півночі Іспанії набув апікально-альвеолярного характеру в XIX—XX століттях, тому для українців та мексиканців однаково звучить як «ш» (нерозрізнення с ітш характерно також для грецької мови).
- Еізмо: У вимові більше не відрізняються y і ll ; вимовляються як /ʝ/ чи російська [Й].
- На відміну від інших варіантів іспанської, що виявляють тенденцію до вокалізації слів за італійською моделлю, кінцеві та інтервокальні приголосні в Мексиці мають досить чітку якість, а голосні, навпаки, редукуються: вимова ['tRasts] для 'trastes'. Часто це трапляється при контакті приголосного [s] з [e], що і випадає. Філолог Бертіл Малмберг наводить наступний приклад Rafael Lapesa, коли багато людей у просторіччі не вимовляють голосні (Com 'stás, 'cómo estás', nec'sito, 'necesito', palabr's 'palabras', much's gras's, 'muchas gracias').
- На відміну від карибської іспанської, кінцева [s] (показник множини та другої особи дієслів) завжди зберігається.
- Інтервокальна d має тенденцію до ослаблення, але ніколи не редукується повністю. Таким чином, «amado», «partido», «nada» не стають «amao», «partío» і «naa» як на Кубі або Венесуелі.
- На більшій частині території Мексики сенсорозрізняючі фонеми [R] і [r] стандартної іспанської (особливо кінцева -r) часто оглушуються і контраст між ними дещо змащений: ['ka§ta ] 'carta' або [a'mo§ ] 'amor', в той же час у північних штатах різниця між /rr/ та /-r/ зберігається. У деяких областях півострова Юкатана, r набуває навіть увулярное якість (як у французькій).
- Звук (x) в Мексиці є фрикативною глухою велярною [x], як у ['kaxa] 'caja' (ящик). Цей звук багато в чому схожий з російським «х» і досить близький аналогічному звуку північної та центральної Іспанії, але, на відміну від нього, немає жорстких увулярних призвуків. У Карибському іспанському (який сильно впливає на промову Атлантичного узбережжя Мексики) у зв'язку із загальним ослабленням приголосних, літера j реалізується як глухий видих [h], що зустрічається в німецьких мовах.
- Усередині іспанської мови Мексики, що має стандартизований варіант, існує значна кількість діалектних прислівників (особливо просторіччя). Так, самі мексиканці, як правило, на слух можуть відрізнити промову вихідців зі штатів Нуево-Леон, Сіналоа, Юкатан, самого Мехіко, Халіско, Чьяпас або Веракрус.

У 1521 році іспанські колонізатори прибули до Теночтітлана (нині Мехіко), завезши, таким чином, іспанську мову на територію сучасної Мексики. Проте було потрібно кілька поколінь, щоб зони набули свого особистого лінгвістичного характеру. Це сталося лише за 100 років. Креольська іспанська мова Мексики починає формуватися, коли народжуються перші діти в Мексиці, але їхні батьки все ще говорили європейською іспанською мовою, тому ще не можна сказати, що їхні діти вже говорили чистою мексиканською іспанською мовою. При цьому цей процес не був настільки стрімким, оскільки мови корінних народів Мексики тривалий час були безписними, ними не володіла більшість населення, ці мови мали низький соціальний статус, на відміну від Філіппін, де з європейської іспанської мови під впливом тагальської та себуанської мов, що залишаються рідними більшість населення, розвинувся креольський мову чавакано, значно відрізняється від решти діалектів іспанської мови.
У Мексиці, як згодом і в інших країнах Латинської Америки, в системі іспанської мови відбувається ряд змін: розширюються мовні території (як це сталося в Іспанії, коли іспанська мова витіснила інші мови, які існували на Піренейському півострові), відбуваються фонологічні зміни (по-іншому починає вимовлятися j, поступово зникає звук θ і замінюється на s, відбувається фонетична адаптація слів, запозичених з індіанських мов) тощо.

### Відмінності відєвропейської іспанської
Одне з перших вражень, яке сучасний мексиканський варіант іспанської мови може зробити на спостерігача, — це його «консервативність». У літературних текстах іспанських письменників XVI і XVII століть можна знайти слова, які сьогодні в Іспанії є архаїзмами та практично невпізнанними носіями, або вживаються вкрай рідко. У Мексиці ці слова продовжують використовуватися і не сприймаються як архаїчні. Ось деякі приклади таких лексичних одиниць:
| Слово у мексиканському варіанті (є архаїчним у кастильському варіанті) | Еквівалент у кастильському варіанті іспанської мови | Переклад                     |
| ---------------------------------------------------------------------- | --------------------------------------------------- | ---------------------------- |
| Aburrición                                                             | Aburrimiento                                        | Нудьга, досада               |
| Alzarse                                                                | Sublevarse                                          | Бунтувати, повставати        |
| Amarrar                                                                | Atar                                                | Прив'язувати, з'єднувати     |
| Anafre                                                                 | Hornillo                                            | Переносна піч                |
| Apeñuscarse                                                            | Apiñarse                                            | Натовпитися, тіснитися       |
| Balde (para agua)                                                      | Cubo                                                | Відро, цебра                 |
| Botar                                                                  | Tirar                                               | Кидати, викидати             |
| Chabacano                                                              | Albaricoque                                         | Абрикос                      |
| Chapa                                                                  | Cerradura                                           | Замок                        |
| Chicharo                                                               | Guisante                                            | Горох                        |
| Cobija                                                                 | Manta                                               | Ковдра                       |
| Despacio (hablar despacio)                                             | En voz baja                                         | Тихо (говорити тихо)         |
| Dilatar                                                                | Tardar                                              | Затримуватись, спізнюватися  |
| Droga                                                                  | Deuda                                               | Борг                         |
| Durazno                                                                | Melocotón                                           | Персик                       |
| Ensartar (la aguja)                                                    | Enhebrar                                            | Вдягати нитку (в голку)      |
| Esculcar                                                               | Registrar                                           | Шукати, нишпорити (у кишені) |
| Expandir                                                               | Extender                                            | Розширювати, розповсюджувати |
| Frijol                                                                 | Judía, habichuela                                   | Квасоля                      |
| Hambreado                                                              | Hambriento                                          | Голодний                     |
| Platicar                                                               | Conversar                                           | Розмовляти, вести діалог     |
| Postergar                                                              | Aplazar, diferir                                    | Відкладати                   |
| Prieto                                                                 | Moreno                                              | Смаглявий                    |
| Recibirse                                                              | Graduarse                                           | Здобувати вчений ступінь     |
| Renco                                                                  | Cojo                                                | Кульгавий                    |
| Resfrío                                                                | Resfriado                                           | Застуда, нежить              |
| Retobado                                                               | Rezongón                                            | Буркотливий                  |
| Rezago                                                                 | Atraso                                              | Затримка, запізнення         |
| Zonzo                                                                  | Tonto                                               | Дурний, поганий              |

Це лише невелика кількість слів, що використовуються в мексиканському варіанті іспанської мови в даний час, і що вийшли з вживання на Піренейському півострові.
Наявність такого лексичного пласта породило серед багатьох лінгвістів помилковий погляд на мексиканський варіант іспанської мови як на архаїчний варіант (Wagner, 1949; Zamora Vicente, 1974; та ін). Проте Морено де Альба із цього приводу пише: «Лексика іспанської мови — це повна сума всієї лексики всіх її діалектів (географічних, історичних та соціальних). Тому проблема так званих архаїзмів має бути переглянута. Звичайно ж, існують архаїзми у строгому розумінні слова і ними будуть такі мовні феномени, які використовуються спорадично і зникли з усієї іспанської мови, як, наприклад, дієслово catar у значенні „бачити“ або yantar у значенні „є“. Але є також безліч архаїзмів у відносному сенсі, які вживаючись в деяких діалектах, перестали бути нормою в інших. Так, слово estafeta може сприйматися як архаїзм латиноамериканцями, …, а вокабула prieto буде таким для іспанців» (Moreno de Alba, 2001: 264—265). Таким чином, дані слова є архаїзмами в кастильському варіанті іспанської мови, тоді як у мексиканському варіанті є загальновживаними і не можуть розцінюватися як архаїчні.

### Вплив мов індіанців
Відомо, що індіанські мови, які панували на території нинішньої Мексики до пришестя іспанців, майже не вплинули на фонологічний та граматичний рівень іспанської мови Мексики. З іншого боку, всі лінгвісти визнають їх впливом геть лексичний склад мови. Таким чином, в іспанській мові Мексики ми можемо знайти величезну кількість індіанізмів, зокрема, що походять з науатль. В основному це слова, що відносяться до флори та фауни. Ось деякі з них:
| Індіанізм | Переклад                                                                   |
| --------- | -------------------------------------------------------------------------- |
| Aguacate  | Авокадо                                                                    |
| Ahuehuete | Різновид дерева великої висоти                                             |
| Cacahuate | Арахіс                                                                     |
| Cacao     | Какао                                                                      |
| Chayote   | Чайот (дерево та плід)                                                     |
| Chile     | Індійський перець                                                          |
| Copal     | Копал, копалова камедь, бобова рослина                                     |
| Coyote    | Койот                                                                      |
| Mezcal    | Вид алкогольного напою                                                     |
| Ocelote   | Оцелот                                                                     |
| Quetzal   | Кетцаль (птах)                                                             |
| Tomate    | Зелений помідор (різновид помідора для приготування, переважно для соусів) |
| Zapote    | Сапітливе дерево, ахрас, сапота (плід дерева, рід довгастого яблука)       |

Велика кількість індіанізмів, зареєстрованих у загальних словниках і словниках регіоналізмів, можуть навести на думку, що індіанська компонент є найважливішим у латиноамериканських національних варіантах іспанської мови. Треба брати до уваги, що з складанні словників автори відштовхуються від письмових джерел (хронік, листів, протоколів, мемуарів, документів тощо. буд.), збираючи всі знайдені автохтонні слова, у тому числі і топоніми, антропоніми та етноніми. Однак усі ці необхідні дані щодо діахронічних досліджень спотворюють мовну дійсність під час проведення досліджень у синхронному плані, змушуючи багатьох дослідників вважати, що це зареєстровані у словниках індіанізми активно використовують у мові у тій чи іншій країні. Так, Даріо Рубіо вважав, що така велика кількість науатлізмів у Мексиці «викличе по-справжньому жахливий хаос», який ускладнить спілкування між мексиканцями (Rubio, 1990: XXII). Насправді ж багато слів, зареєстрованих у словниках, можуть бути навіть невідомі мексиканцям, або вони можуть ними володіти пасивно, тобто знати, але ніколи не використовувати в мові. Мексиканський лінгвіст Лопе Бланш у своїй роботі «Індійська лексика в іспанській мові Мексики» (1969) ділить науатлізми, що існують у мексиканському варіанті, на шість груп. Нижче наведено деякі приклади:
| Вокабула                                                       | Переклад                                                                                |
| Група 1. Вокабули відомі абсолютно всім (99-100 % мексиканців) | Група 1. Вокабули відомі абсолютно всім (99-100 % мексиканців)                          |
| -------------------------------------------------------------- | --------------------------------------------------------------------------------------- |
| Aguacate                                                       | Авокадо                                                                                 |
| Cacahuate                                                      | Арахіс                                                                                  |
| Cacao                                                          | Какао                                                                                   |
| Coyote                                                         | Койот                                                                                   |
| Cuate                                                          | Друг, приятель                                                                          |
| Chamaco                                                        | Хлопчик, дитина                                                                         |
| Chapulín                                                       | Коник                                                                                   |
| Chicle                                                         | Жувальна гумка                                                                          |
| Chihuahua                                                      | Чихуахуа (порода собак в Мексиці)                                                       |
| Chile                                                          | Різновид гіркого перцю                                                                  |
| Chocolate                                                      | Шоколад                                                                                 |
| Ejote                                                          | Зелена квасоля                                                                          |
| Elote                                                          | Кукурудзяне лушпиння                                                                    |
| Escuincle                                                      | Маленька дитина                                                                         |
| Guajolote                                                      | Індичка                                                                                 |
| Jitomate                                                       | Помідор (червоний)                                                                      |
| Hule                                                           | Прогумована тканина                                                                     |
| Mecate                                                         | Розгойдувати (щось)                                                                     |
| Milpa                                                          | Кукурудзяне поле                                                                        |
| Moyote                                                         | Комар                                                                                   |
| Nopal                                                          | Кактус                                                                                  |
| Papalote                                                       | Паперовий змій                                                                          |
| Petaca                                                         | Чохол, упаковка для валізи                                                              |
| Petatearse                                                     | Вмерти, померти                                                                         |
| Piocha                                                         | Мотика                                                                                  |
| Popote                                                         | Соломинка для пиття                                                                     |
| Pozole                                                         | Посоле (мексиканський м'ясной суп)                                                      |
| Tamal                                                          | Національна мексиканська страва                                                         |
| Tecolote                                                       | Сова                                                                                    |
| Tequila                                                        | Текіла                                                                                  |
| Tlapalería                                                     | Магазин стройматеріалів                                                                 |
| Tomate                                                         | Зелений помідор (різновид помідора для готування)                                       |
| Група 2.Вокабули, які відомі майже всім мексиканцям (85-98 %)  |                                                                                         |
| Ahuehuete                                                      | Різновид дерева великої висоти                                                          |
| Ajolote                                                        | Мексиканська амфібія                                                                    |
| Ayate                                                          | Айяте (рідковолокниста тканина з агави)                                                 |
| Chamagoso                                                      | Неряха, бруднуля                                                                        |
| Escamoles                                                      | Смажені яйця мурах (національна страва деяких штатів Мексики)                           |
| Mapache                                                        | Американський борсук                                                                    |
| Mezquite                                                       | Рід американської акації                                                                |
| Olote                                                          | Кукурудзяний качан без зерен                                                            |
| Piocha                                                         | Козляча борідка, еспаньйолка                                                            |
| Група 3. Вокабули, відомі половині розмовляючих (50-85 %)      |                                                                                         |
| Chachalaca                                                     | Мексиканська птиця сімейства курячих                                                    |
| Jicote                                                         | Різновид оси                                                                            |
| Quetzal                                                        | Кетцаль (птах)                                                                          |
| Tiza                                                           | Крейда                                                                                  |
| Tlaco                                                          | Старовинна монета                                                                       |
| Група 4. Маловідомі вокабули (25-50 %)                         |                                                                                         |
| Acocil                                                         | Лангуст розміром 3-6 см                                                                 |
| Colote                                                         | Сховище для кукурудзи                                                                   |
| Achahuisclarse                                                 | Бути враженим попелицею                                                                 |
| Jilotear                                                       | Дозрівати, наливатися (про кукурудзу)                                                   |
| Nauyaca                                                        | Науйяка (отруйна змія)                                                                  |
| Група 5. Дуже маловідомі вокабули (2-25 %)                     |                                                                                         |
| Aguate                                                         | Дрібна гостра колючка (на стовбурі кактуса)                                             |
| Ayacahuite                                                     | Сосна (різновид)                                                                        |
| Cuescomate                                                     | Кукурудзяна комора                                                                      |
| Juil                                                           | Карп (різновид)                                                                         |
| Tepeguaje                                                      | Впертий, наполегливий                                                                   |
| Група 6. Практично невідомі вокабули (0-1 %)                   |                                                                                         |
| Cuitla                                                         | Пташиний послід                                                                         |
| Pascle                                                         | Густий мох попелясто-зеленого кольору (використовується як святкова прикраса в будинку) |
| Pizote                                                         | Один з ссавців                                                                          |
| Yagual                                                         | Валик (для перенесення вантажів на голові)                                              |
| Zontle                                                         | Сонте (одиниця рахунку кукурудзи, фруктів тощо)                                         |

Слід зазначити, що науатлізми, будучи важливим чинником мексиканського варіанта іспанської мови, виявляє нині тенденцію до свого зникнення, зумовленого постійними змінами життя, економіки та освіти (Яковлєва, 2005:25). Крім науатлізмів у мексиканському варіанті іспанської мови існують запозичення та інших індіанських мов, наприклад, майя. Як приклади можна навести такі слова як balac, chich, holoch, pibinal, tuch, xic. Однак запозичення з мови майя переважно присутні на південному сході країни і є діалектними явищами, які не входять до норми всього мексиканського варіанту іспанської мови, основою якої є культурна мова міста Мехіко.

### Вплив англійської мови
Співпрацюючи зі словами консервативного характеру, в іспанській мові Мексики в даний час існує велика кількість неологізмів, тобто вокабул, які йдуть американським шляхом, відмінним від європейського.
Зокрема, у мексиканському варіанті ми можемо почути англіцизми, які не реєструються словниками, проте домінують у мові загальноіспанських слів. Таких англіцизмів немає в інших національних варіантах іспанської мови. Як приклади можна навести такі слова, як:
| Англіцизми у мексиканському варіанті | Еквіваленти англіцизмів              | Переклад                            |
| ------------------------------------ | ------------------------------------ | ----------------------------------- |
| Cool                                 | Genial, fort                         | Крутий хлопець                      |
| Lunch                                | Comida a media mañana                | Ланч                                |
| Office boy                           | Mensajero                            | Посильний                           |
| Penthouse                            | Último piso de un edificio           | Пентхауз (останній поверх будівлі)  |
| Porter                               | En el tren, conductor del coche cama | Провідник у спальному вагоні поїзда |
| Shorts                               | Pantalón corto                       | Шорти                               |
| Zíper                                | Cremallera                           | Блискавка (для застібання одягу)    |

Багато філологів, письменників і діячі культури стурбовані невиправданим і надмірним включенням в ужиток англійської лексики і виступають проти його негативних наслідків, вважаючи це явище відображенням політичної, економічної та науково-технічної експансії США та їх партнерів, наслідком американізації масової культури Мексики. Досить часто можна почути думку про те, що велика кількість англіцизмів є однією з відмінних рис іспанської мови Мексики (Lopez Rodriguez, 1982). Однак Лопе Бланш у статті «Англіцизми в культурній нормі Мексики» стверджує наступне: "Мексика — країна надмірно заражена англійською мовою. Будучи сусідом із США, вона має кордон із ними, протяжністю понад 2500 км. Вона підтримує тісні економічні відносини зі своїм могутнім сусідом. Вона приймає щороку значну кількість американських туристів, а сотні тисяч мексиканців їдуть тимчасово працювати до США. Англійська мова найбільш вивчена іноземна мова в Мексиці. … Тим не менш, цілком можливо, що іспанська мова Мексики не відрізняється в цьому відношенні від інших країн, що набагато більше віддалених географічно, історично і політично від Сполучених Штатів "(Lope Blanch, 1982: 32 — 33).
При дослідженні культурної мови Мехіко у рамках «Проекту спільних досліджень культурної мовної норми основних міст Латинської Америки та Піренейського півострова» загальна кількість зареєстрованих англіцизмів становила 170 вокабул, що становить 4 % від 4452 питань застосованого тоді запитальника. Однак далеко не всі з цих англіцизмів використовуються в Мексиці з однаковою частотою.
Лопе Бланш поділяє англіцизми на 5 груп.
1. Загальновживані англіцизми: basketbol, bateo, beisbol, bikini, boxeo, closet, champú, coctel, cheque, elevador, emergencia, esmoquin, futbol, gol, líder, refrigerador, supermercado та ін.
2. Найчастіше вживані англіцизми: bar, bermudas, bistec, chequera, jochey, kinder, poncharse, ponchada, shorts та ін.
3. Англіцизми середньої частоти: barman, manager, porter, túnel, videotape, zípper та ін.
4. Англіцизми, що мало використовуються: bilet, blazer, lonch, mofle, ofside, standar, stewardess, stop, tándem та ін.
5. Спонтанні англіцизми: bartender, comics, game, gorra de golf, locker, magazine, pull-over, rosbif та ін.

Одна третина англіцизмів означає поняття, пов'язані зі спортом. На другому місці йдуть слова, пов'язані з технологією, далі йдуть вокабули, що стосуються одягу та їжі. Однак, незважаючи на географічну близькість Мексики та США, в іспанській мові Мексики відсутня ціла низка англіцизмів, що активно використовуються в інших країнах, що іспаномовлять, у тому числі і в Іспанії. Йдеться таких словах, як clown (payaso), bacon (tocino), espíquer (locutor), shut (tiro, disparo), water (excusado), autostop (aventón), aparcar / parquear (estacionar), та інших.
Таким чином, мексиканський варіант іспанської мови має англіцизм. Однак їх кількість у культурному мовленні не дуже відрізняється від інших національних варіантів мови.